# مطار أبوتسفورد الدولي
مطار أبوتسفورد الدولي (بالإنجليزية: Abbotsford International Airport)‏(إياتا: YXX، إيكاو: CYXX) هو مطار دولي يقع في أبوتسفورد، كولومبيا البريطانية، كندا.

## شركات الطيران والوجهات

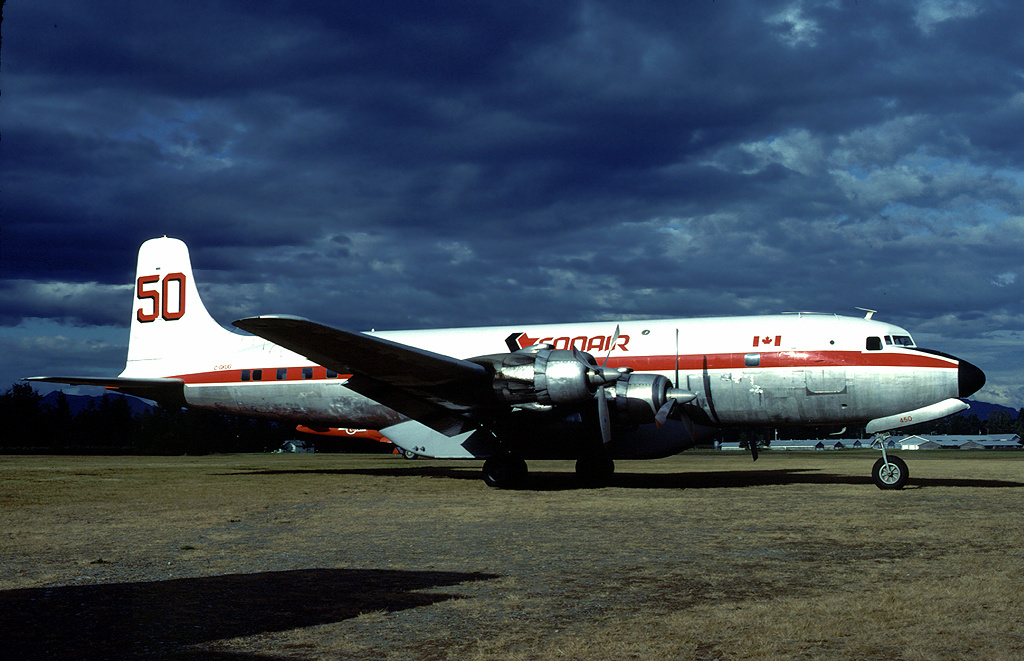
مطار أبوتسفورد الدولي

| شركـات طيـران  | الوجهات |
| -------------- | --- |
| Flair Airlines | مطار كالغاري الدولي، Edmonton، Kitchener/Waterloo (تبدأ في 9 يوليو 2023)، مطار تورونتو بيرسون الدولي، Winnipeg موسمي: مطار هاري ريد الدولي، Ottawa |
| Swoop          | Edmonton، Hamilton (ON)، London (ON)، مطار تورونتو بيرسون الدولي، Winnipeg موسمي: Mazatlán، Puerto Vallarta، San José del Cabo                     |
| WestJet        | مطار كالغاري الدولي |
| WestJet Encore | مطار كالغاري الدولي |

## وصلات خارجية
- الموقع الرسمي